# 貪食真小鯉
貪食真小鯉（学名：Cyprinella labrosa）为輻鰭魚綱鯉形目羅雅魚科的其中一種，分布於北美洲美國維吉尼亞州、北卡羅萊納州及南卡羅萊納州Peedee河與Santee河流域上游，體長可達6.7公分，棲息在沙石底質的溪流，生活習性不明。